# برايان بيهان
برايان بيهان (بالإنجليزية: Brian Behan) هو نقابي أيرلندي، ولد في 10 نوفمبر 1926، وتوفي في 2 نوفمبر 2002.